# 夷町
夷町（えびすまち）は、かつて新潟県佐渡郡にあった町。

## 地理
- 島嶼：佐渡島

## 沿革
- 1889年（明治22年）4月1日 - 町村制施行に伴い加茂郡夷町、夷新町が合併し、夷町が発足。
- 1896年（明治29年）4月1日 - 郡の統合により佐渡郡に所属[1]。
- 1901年（明治34年）11月1日 - 佐渡郡湊町、加茂歌代村（一部）と合併し、両津町となり消滅。